# 南京师范大学附属扬子中学
南京师范大学附属扬子中学是位于南京江北的一所的高级中学，创办于1984年9月，初为中国石化集团扬子石油化工公司的企业学校。1988年4月由扬子石化公司和南京师范大学联合办学。目前已划归地方政府管辖。迄今为止该校迁址三次，更名三次。2017年该校迁至南京江北范旭东广场附近，总占地约235亩，建筑面积8.7万平方米。